# Manutius Verlag

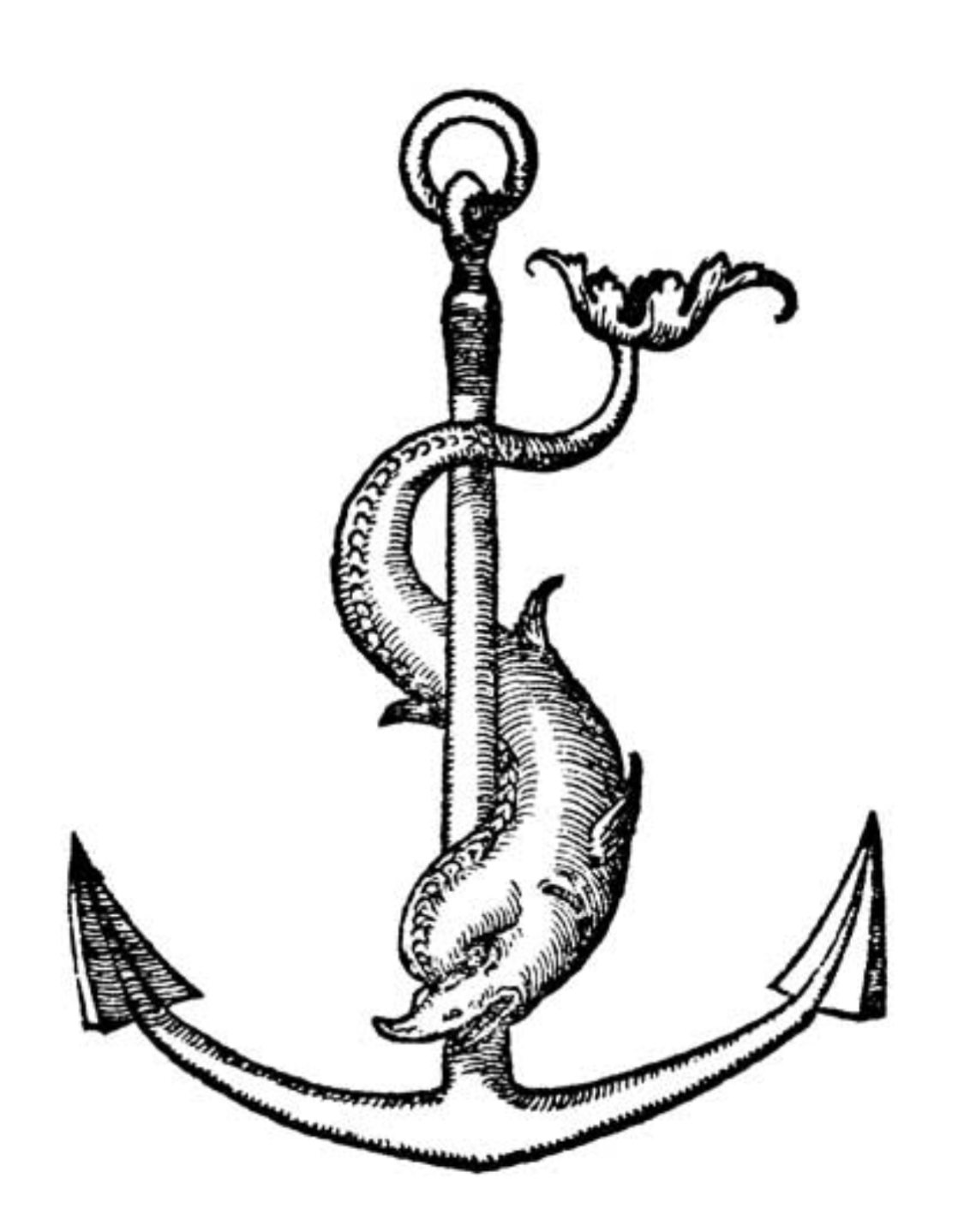
Druckerzeichen des venezianischen Verlegers Aldo Manuzio (1499), das der Manutius Verlag als Signet nutzt.

Der Manutius Verlag ist ein seit 1985 bestehender unabhängiger Buchverlag mit Sitz in Heidelberg. Verleger ist Frank Würker.
Der Name des Verlags nimmt auf den venezianischen Drucker und Verleger Aldus Manutius Bezug, der als einer der ersten Verleger in der italienischen Renaissance gilt und maßgeblich zur Verbreitung der humanistischen Kultur beigetragen hat. Im Manutius Verlag erscheinen Schriften aus Philosophie und Geisteswissenschaften, aus Jurisprudenz und Literatur. Das Verlagsprogramm umfasst sowohl die Edition von Quellenschriften, wie beispielsweise die Texte von neulateinischen Autoren, die in der Serie „Bibliotheca Neolatina“ mit neuen Übersetzungen erscheinen, wie auch Studien zu Themen aus Philosophie, Kunst, Literatur und Kulturgeschichte. Das Verlagsprogramm ist hinsichtlich der Anzahl der verlegten Titel bescheiden, die Bücher zeichnen sich aber durch ihre Ausstattung in Druckbild, Papierqualität und Einband aus, die auch bibliophilen Interessen entgegenkommen. Als Verlagssignet wurde das alte Druckerzeichen des Aldus Manutius übernommen, welches einen Anker mit einem Delphin zeigt, ein Signet, welches sich in den Emblembüchern der frühen Neuzeit Beliebtheit erfreute. Bekannte zeitgenössische Autoren des Verlags sind unter anderem Klaus Bergdolt, Steffen Dietzsch, Hanna Leybrand und Ulrich Schödlbauer.